# تپه سرخاب
تپه سرخاب مربوط به دوره تاریخی ـ قرون میانه اسلامی تا دوره تیموری است و در شهرستان ساوجبلاغ، بخش مرکزی، دهستان سعیدآباد، روستای سرخاب واقع شده است. این اثر در تاریخ ۸ بهمن ۱۳۸۵ با شمارهٔ ثبت ۱۶۹۷۶ به عنوان یکی از آثار ملی ایران به ثبت رسیده است.